# 糸島郡

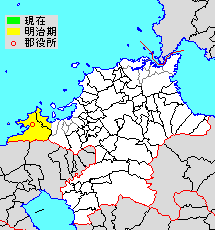
福岡県糸島郡の位置

糸島郡（いとしまぐん）は、福岡県にあった郡。

## 郡域
1896年（明治29年）に行政区画として発足した当時の郡域は、下記の区域にあたる。
- 福岡市
  - 西区の一部（概ね今宿青木、今宿上ノ原以西[1]）
- 糸島市の全域

## 歴史
- 明治29年（1896年）

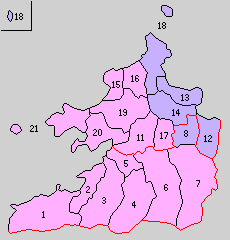
1.福吉村 2.深江村 3.一貴山村 4.長飯本村 5.加布里村 6.雷山村 7.怡土村 8.周船寺村 11.前原村 12.今宿村 13.今津村 14.元岡村 15.野北村 16.桜井村 17.波多江村 18.小田村 19.可也村 20.小富士村 21.芥屋村（紫：福岡市 桃：糸島市）

  - 4月1日 - 郡制の施行のため、怡土郡・志摩郡の区域をもって発足。以下の町村が所属。（19村）
    - 旧・怡土郡（8村） - 福吉村、深江村、一貴山村、長糸村、加布里村、雷山村、怡土村（現・糸島市）、周船寺村（現・福岡市）
    - 旧・志摩郡（11村） - 前原村（現・糸島市）、今宿村、今津村、元岡村（現・福岡市）、野北村、桜井村、波多江村（現・糸島市）、小田村（現・福岡市）、可也村、小富士村、芥屋村（現・糸島市）

  - 7月1日 - 郡制を施行。郡役所が前原村に設置。
  - 10月21日 - 小田村が改称して北崎村となる。
- 明治34年（1901年）9月15日 - 前原村が町制施行して前原町となる。（1町18村）
- 大正12年（1923年）4月1日 - 郡会が廃止。郡役所は存続。
- 大正15年（1926年）7月1日 - 郡役所が廃止。以降は地域区分名称となる。
- 昭和6年（1931年）4月1日 - 前原町・加布里村・波多江村が合併し、改めて前原町が発足。（1町16村）
- 昭和16年（1941年）10月15日 - 今宿村が福岡市に編入。（1町15村）
- 昭和17年（1942年）4月1日 - 今津村が福岡市に編入。（1町14村）
- 昭和26年（1951年）4月1日 - 桜井村・野北村が合併して桜野村が発足。（1町13村）
- 昭和30年（1955年）
  - 1月1日（1町6村）
    - 可也村・桜野村・小富士村・芥屋村が合併して志摩村が発足。
    - 深江村・一貴山村・福吉村が合併して二丈村が発足。
    - 前原町・雷山村・長糸村が合併し、改めて前原町が発足。

  - 4月1日 - 怡土村が前原町に編入。（1町5村）
- 昭和36年（1961年）4月1日 - 北崎村・元岡村・周船寺村が福岡市に編入。（1町2村）
- 昭和40年（1965年）4月1日（3町）
  - 二丈村が町制施行して二丈町となる。
  - 志摩村が町制施行して志摩町となる。
- 平成4年（1992年）10月1日 - 前原町が市制施行して前原市となり、郡より離脱。（2町）
- 平成22年（2010年）1月1日 - 二丈町・志摩町が前原市と合併して糸島市が発足。同日糸島郡消滅。

### 変遷表
| 明治22年以前 | 旧郡   | 明治29年2月26日 | 明治29年 - 大正15年          | 昭和1年 - 昭和19年            | 昭和20年 - 昭和29年   | 昭和30年 - 昭和39年         | 昭和40年 - 昭和64年 | 平成1年 - 平成31年  | 平成1年 - 平成31年    | 令和1年 - 現在 |
| ------------ | ------ | --------------- | ---------------------------- | ----------------------------- | --------------------- | --------------------------- | ------------------- | ------------------- | --------------------- | -------------- |
|              | 怡土郡 | 周船寺村        | 周船寺村                     | 周船寺村                      | 周船寺村              | 昭和36年4月1日 福岡市に編入 | 福岡市              | 福岡市              | 福岡市                | 福岡市         |
|              | 怡土郡 | 福吉村          | 福吉村                       | 福吉村                        | 福吉村                | 昭和30年1月1日 二丈村       | 昭和40年4月1日 町制 | 二丈町              | 平成22年1月1日 糸島市 | 糸島市         |
|              | 怡土郡 | 深江村          | 深江村                       | 深江村                        | 深江村                | 昭和30年1月1日 二丈村       | 昭和40年4月1日 町制 | 二丈町              | 平成22年1月1日 糸島市 | 糸島市         |
|              | 怡土郡 | 一貴山村        | 一貴山村                     | 一貴山村                      | 一貴山村              | 昭和30年1月1日 二丈村       | 昭和40年4月1日 町制 | 二丈町              | 平成22年1月1日 糸島市 | 糸島市         |
|              | 怡土郡 | 怡土村          | 怡土村                       | 怡土村                        | 怡土村                | 昭和30年4月1日 前原町に編入 | 前原町              | 平成4年10月1日 市制 | 平成22年1月1日 糸島市 | 糸島市         |
|              | 怡土郡 | 長糸村          | 長糸村                       | 長糸村                        | 長糸村                | 昭和30年1月1日 前原町       | 前原町              | 平成4年10月1日 市制 | 平成22年1月1日 糸島市 | 糸島市         |
|              | 怡土郡 | 雷山村          | 雷山村                       | 雷山村                        | 雷山村                | 昭和30年1月1日 前原町       | 前原町              | 平成4年10月1日 市制 | 平成22年1月1日 糸島市 | 糸島市         |
|              | 怡土郡 | 加布里村        | 加布里村                     | 昭和6年4月1日 前原町          | 前原町                | 昭和30年1月1日 前原町       | 前原町              | 平成4年10月1日 市制 | 平成22年1月1日 糸島市 | 糸島市         |
|              | 志摩郡 | 前原村          | 明治34年9月15日 町制         | 昭和6年4月1日 前原町          | 前原町                | 昭和30年1月1日 前原町       | 前原町              | 平成4年10月1日 市制 | 平成22年1月1日 糸島市 | 糸島市         |
|              | 志摩郡 | 波多江村        | 波多江村                     | 昭和6年4月1日 前原町          | 前原町                | 昭和30年1月1日 前原町       | 前原町              | 平成4年10月1日 市制 | 平成22年1月1日 糸島市 | 糸島市         |
|              | 志摩郡 | 可也村          | 可也村                       | 可也村                        | 可也村                | 昭和30年1月1日 志摩村       | 昭和40年4月1日 町制 | 志摩町              | 平成22年1月1日 糸島市 | 糸島市         |
|              | 志摩郡 | 小富士村        | 小富士村                     | 小富士村                      | 小富士村              | 昭和30年1月1日 志摩村       | 昭和40年4月1日 町制 | 志摩町              | 平成22年1月1日 糸島市 | 糸島市         |
|              | 志摩郡 | 芥屋村          | 芥屋村                       | 芥屋村                        | 芥屋村                | 昭和30年1月1日 志摩村       | 昭和40年4月1日 町制 | 志摩町              | 平成22年1月1日 糸島市 | 糸島市         |
|              | 志摩郡 | 桜井村          | 桜井村                       | 桜井村                        | 昭和26年4月1日 桜野村 | 昭和30年1月1日 志摩村       | 昭和40年4月1日 町制 | 志摩町              | 平成22年1月1日 糸島市 | 糸島市         |
|              | 志摩郡 | 野北村          | 野北村                       | 野北村                        | 昭和26年4月1日 桜野村 | 昭和30年1月1日 志摩村       | 昭和40年4月1日 町制 | 志摩町              | 平成22年1月1日 糸島市 | 糸島市         |
|              | 志摩郡 | 今宿村          | 今宿村                       | 昭和16年10月15日 福岡市に編入 | 福岡市                | 福岡市                      | 福岡市              | 福岡市              | 福岡市                | 福岡市         |
|              | 志摩郡 | 今津村          | 今津村                       | 昭和17年4月1日 福岡市に編入   | 福岡市                | 福岡市                      | 福岡市              | 福岡市              | 福岡市                | 福岡市         |
|              | 志摩郡 | 元岡村          | 元岡村                       | 元岡村                        | 元岡村                | 昭和36年4月1日 福岡市に編入 | 福岡市              | 福岡市              | 福岡市                | 福岡市         |
|              | 志摩郡 | 小田村          | 明治29年10月21日 改称 北崎村 | 北崎村                        | 北崎村                | 昭和36年4月1日 福岡市に編入 | 福岡市              | 福岡市              | 福岡市                | 福岡市         |

## 行政
歴代郡長
| 代 | 氏名 | 就任年月日               | 退任年月日                | 備考                   |
| -- | ---- | ------------------------ | ------------------------- | ---------------------- |
| 1  |      | 明治29年（1896年）4月1日 |                           |                        |
|    |      |                          | 大正15年（1926年）6月30日 | 郡役所廃止により、廃官 |

郡長を務めた主な人物
- 橋本綱太郎

## 関連文献
- 糸島郡誌: 全 - Google ブックス（福岡県糸島郡教育会、1927年）